# گادبوت، کبک
گادبوت (به فرانسوی: Godbout) روستایی در منطقه شهری مانیکواگان ناحیه کوت-نور در استان کبک کانادا است. در سرشماری سال ۲۰۱۱ این روستا ۳۱۸ نفر جمعیت داشته‌است و مساحت آن ۲۰۴٫۳۴ کیلومتر مربع است.